# Glycyphana vernalis
Glycyphana vernalis är en skalbaggsart som beskrevs av Wallace 1867. Glycyphana vernalis ingår i släktet Glycyphana och familjen Cetoniidae. Inga underarter finns listade i Catalogue of Life.